# José Antonio de Ory Peral
José Antonio de Ory Peral (Madrid, 1965) es un escritor y diplomático español. Es Embajador de España en la República Islámica de Pakistán (desde 2022).

## Carrera diplomática
Nació en Madrid. Tras licenciarse en Derecho en la Universidad Autónoma de Madrid, ingresó en la Escuela Diplomática (1990). Completó su formación con un Curso de Defensa Nacional en el Centro Superior de Estudios de la Defensa Nacional (CESEDEN) y un Course on Preventive Diplomacy & Conflict Resolution, en la School of International and Public Affairs (SIPA), Universidad de Columbia. Inició su carrera docente en la  Universidad de los Andes (Bogotá).
Su carrera diplomática se ha desarrollado en dos ejes: la acción cultural en el exterior —consejero cultural en las Embajadas en Bogotá (Colombia), donde también fue cónsul, y en Tokio (Japón); subdirector general en el Ministerio de Cultura y director de Programación de la Casa de América; y el ámbito multilateral —consejero en la Misión ante Naciones Unidas en Nueva York, director de la Oficina de Derechos Humanos y delegado permanente adjunto ante la UNESCO; y segunda jefatura en la embajada de España en Nueva Delhi (India).     
Ha sido Embajador en Misión Especial para Misiones y Operaciones de Paz y Seguridad Inclusiva (20 de enero de 2021-15 de junio de 2022). Desde julio de 2022 ejerce como embajador de España en Islamabad (República Islámica de Pakistán).